# CameroonCEO
Cameroun CEO est un journal web camerounais francophone lancé en 2016. Basé dans la capitale économique du pays, à Douala, il diffuse sur le web via son site Internet (cameroonceo.com) et offre une version papier.

## Historique
Cameroon CEO lance ses activités en 2016. Il est basé à Douala et est un journal axé sur la valorisation des cadres dirigeants et entrepreneurs.

## Ligne éditoriale
Cameroon CEO traite des sujets économiques et met en lumière le parcours et les réalisations des acteurs de l'économie camerounaise. 